# André Ibels
André Ibels, né le 13 mai 1872 et mort le 5 ou le 6 mai 1932 à Villemomble (Seine-Saint-Denis), est un poète, auteur dramatique et romancier libertaire français.
En 1893, il est cofondateur de La Revue anarchiste. Il contribue à de nombreuses publications anarchistes.

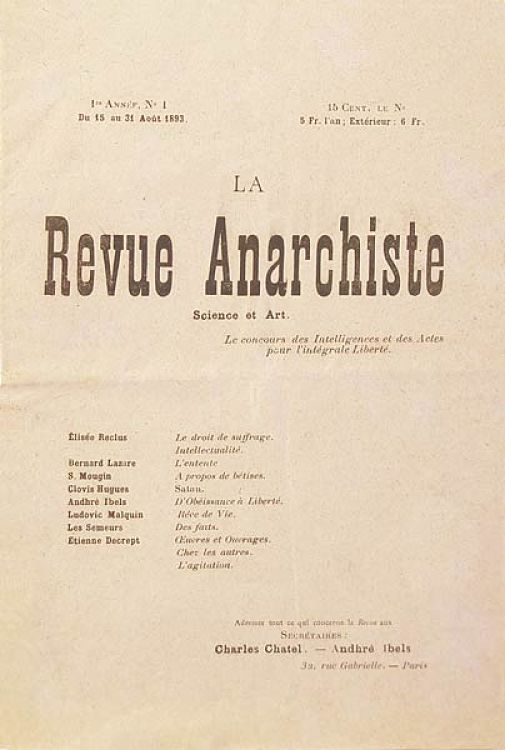
La Revue anarchiste (1893).

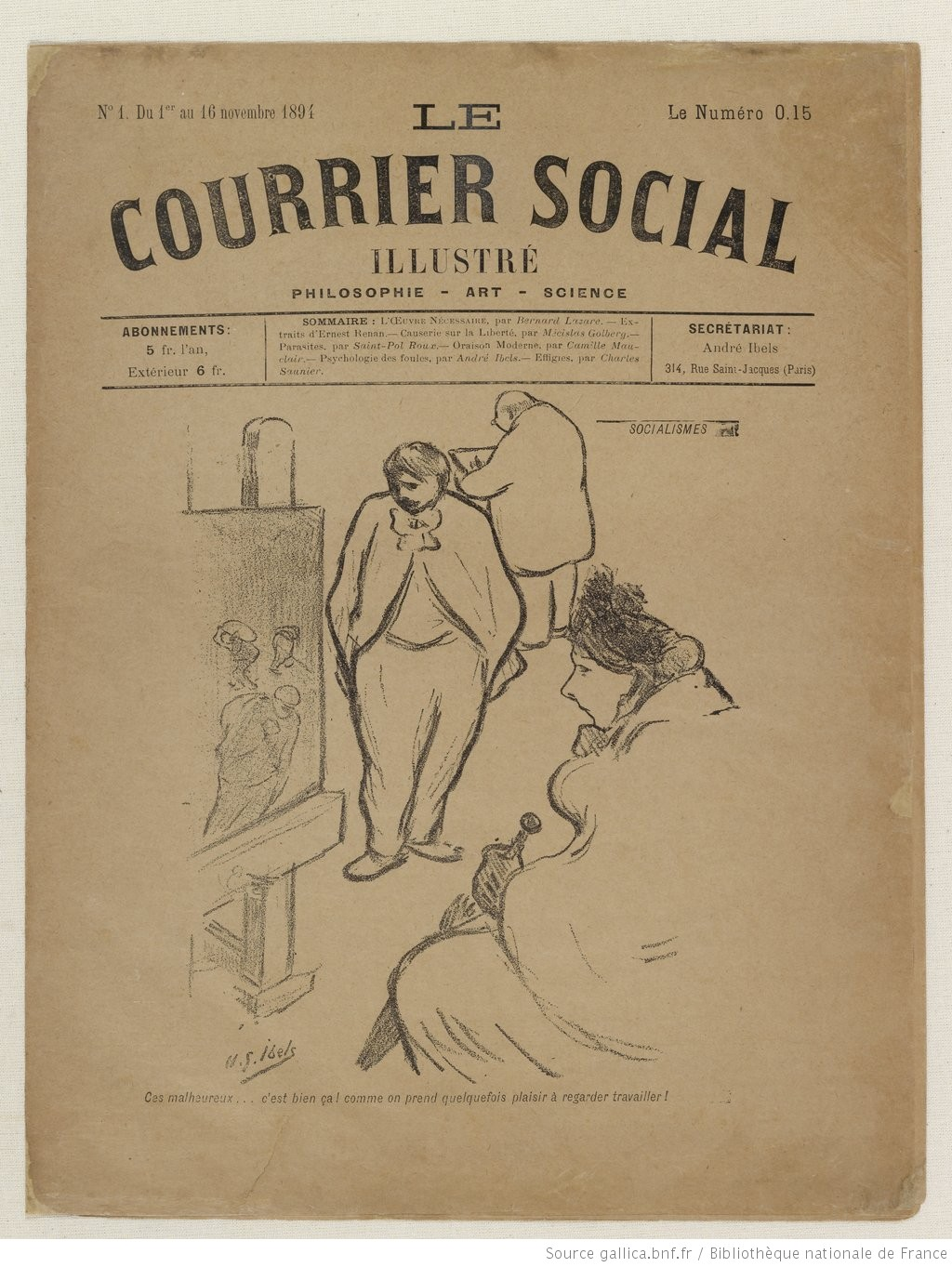
Le Courrier social illustré (1894), illustration Henri-Gabriel Ibels.

## Biographie
Jeune frère du célèbre peintre et affichiste Henri-Gabriel Ibels, il est, avec Charles Chatel, l’un des fondateurs de La Revue anarchiste et y signe des portraits sous le pseudonyme de Roy Lear.
Il dirige ensuite Le Courrier social illustré (4 numéros en 1894), qui publie notamment des dessins de son frère Henri et des extraits d’écrivains de l’époque. Il rejoint la Bibliothèque de l'Association fondée par Fernand Clerget en 1895.

## Publications
- Sur Gallica : André Ibels.
- Les Chansons colorées, vers, Paris, Bibliothèque de La Plume, 1894.
- Les Cités futures, poème précédé du Livre prophétique, Paris, Bibliothèque de L’Association [Éditions de L’Enclos], 1895.
- Les Demi-Cabots (dessins de H.-G. Ibels) Fasquelle éditeur
- Il Neige !
- Le Livre du Soleil (poème)
- L’Arantelle (roman)
- La Page blanche (roman anténuptial) Fasquelle éditeur
- Le Sonnet
- Les Talentiers (sous le pseudonyme de Roy Lear), Paris, Bibliothèque d’art de La Critique, 1899, [lire en ligne].
- Gamliel au temps de Jésus, Paris, Offenstadt frères, 1899.
- Le Convoi : épisode de la guerre de 1870-71, drame social et humanitaire en un acte, Paris, Groupe de propagande par la brochure, 1930[3],[4].
- La bourgeoise pervertie, 1930, 2012, [lire en ligne].
- La traite des chanteuses (Mœurs de province). Beuglants et Bouibouis. Le Prolétariat de l'art ou de ... l'amour? Ouvrage illustré de fac-similés d'autographes. Paris, Librairie Félix Juven, 1906, 320 pages.